# Воденска часовникова кула
Воденската кула (на гръцки: Ο πύργος του ωρολογίου) е една от архитектурните забележителности на южномакедонския град Воден (Едеса), Гърция.

## Местоположение
Разположена е в центъра на града, на улица „Агиос Димитриос“, пред кино „Мегас Александрос“ на бившата Воденска чаршия. Кулата по-късно е обградена от нови високи блокове и на практика е отделена от площада.

## Стара кула
Първото споменаване на часовникова кула във Воден е в 1806 година от Уилям Мартин Лийк, който пише: „Чаршията е голяма и добре снабдена. Има пет или шест джамии и висока кула с часовник, но най-впечатляващата сграда, повече от местоположение, отколкото от големина и структура е епископската резиденция до митрополитската църква.“ Френският дипломат Еспри-Мари Кузинери, посетил за пръв път Воден в 1776 година, не пише нищо за часовникова кула, макар да не споменава и съществуващата Ениджевардарска часовникова кула, независимо, че тя е само на 100 m от Мавзолея на Евренос бей, който той посещава. Кулата не е спомената и от наследника на Кузинери като консул в Солун Феликс дьо Божур. В 1855 година френският пътешественик Алфред Делакулонш също говори за часовникова кула в града.
Вероятно кулата е построена около средата на XVIII век, когато е построена и Ениджевардарската (1754 г.). Воденската кула е приличала на Ениджевардарската и на незапазените Леринска (разрушена в 1927 г.) и Берска (разрушена в 1930 г.) Ениджевардарската кула е изцяло каменна, докато на Берската и Леринската горната част е дървена. И трите кули са с височина под 25 m, тъй като не е било позволено те да надвишават височината на минаретата на джамиите.
Запазени са скици на Воденската часовникова кула от известния британски художник Едуард Лиър, който живее във Воден в септември 1848 година. Кулата е била квадратна с по-широка основа. Дървената ѝ част е по-голяма, отколкото тези на Берската и на Леринската и това я е правило по-уязвима към пожари. Била е издигната на същото място, на което се намира днешната - до Хункяр джамия. Старата воденска часовникова кула е запазена във фотографиите на Пол Зепджи, вероятно от 1894 година, и на Алфред ван ден Брюл, вероятно от 1905 – 1906 година. Кулата е разрушена, за да се направи по-голяма, която да се вижда от целия град.

## Нова кула
Воденската часовникова кула е построена в сегашния си вид в 1906-1907 година и според надписа на северната страна неин строител е Константинос Зисис. Кулата е шестоъгълна постройка и показва архитектурни сходства с Негушката часовникова кула, тъй като е построена от същите майстори.